# 新井信用金庫
新井信用金庫（あらいしんようきんこ　英語：Arai Shinkin Bank）は、新潟県妙高市に本店を置く信用金庫である。店舗展開エリアは妙高市のほか上越市、糸魚川市、長野県上水内郡信濃町。

## 沿革
- 1948年6月 - 新井庶民信用組合として設立。
- 1952年5月 - 信用金庫法により新井信用金庫に改組。